# (6079) Gerokurat
(6079) Gerokurat est un astéroïde de la ceinture principale.

## Description
(6079) Gerokurat est un astéroïde de la ceinture principale. Il fut découvert le 28 février 1981 à Siding Spring par Schelte J. Bus. Il présente une orbite caractérisée par un demi-grand axe de 3,21 UA, une excentricité de 0,08 et une inclinaison de 15,2° par rapport à l'écliptique.

## Compléments